# Bernard-Henri Lévy

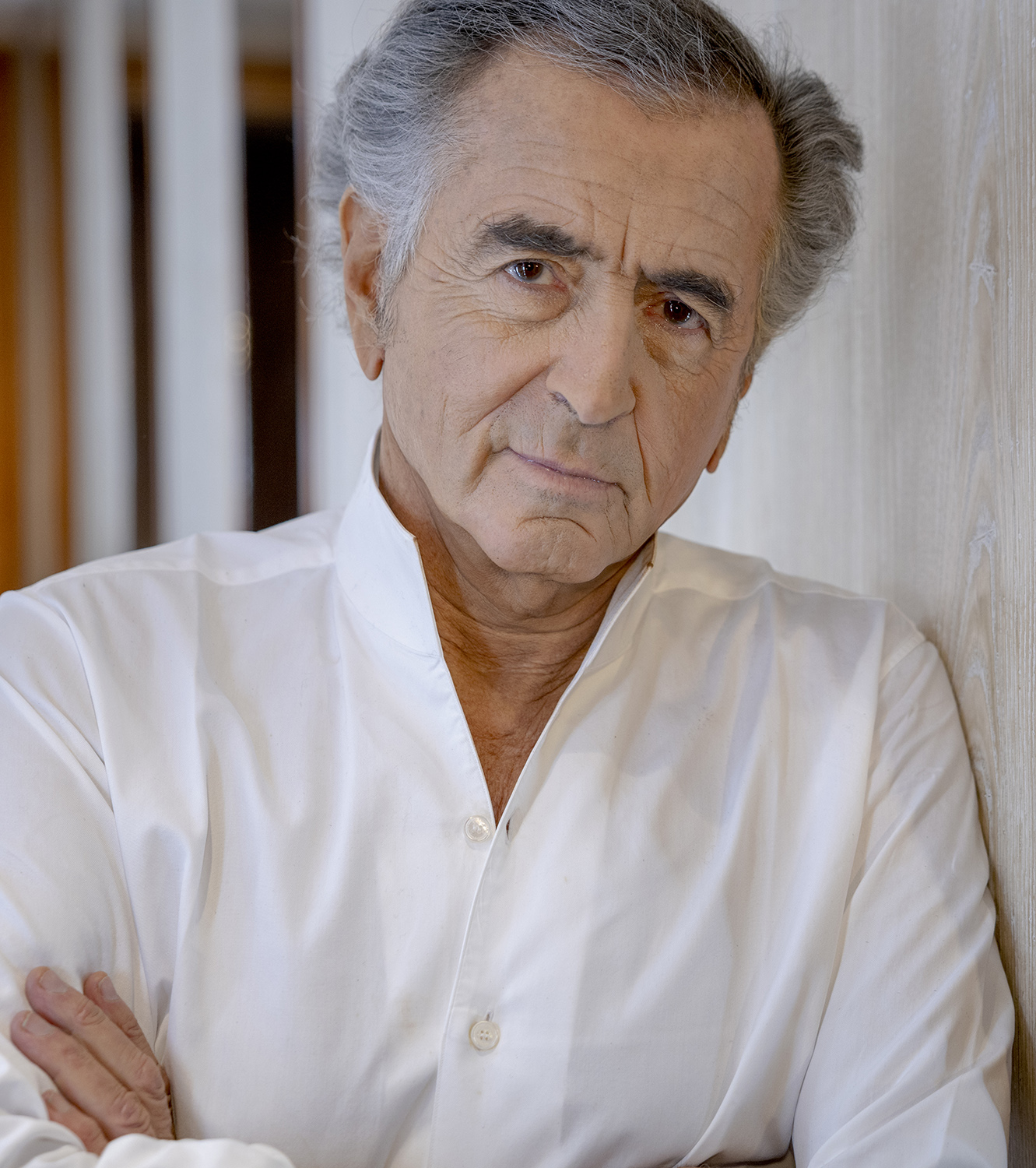
Bernard-Henri Lévy (2024)

Bernard-Henri Lévy (bisweilen BHL abgekürzt; * 5. November 1948 in Béni Saf, Französisch-Algerien) ist ein französischer Journalist, Publizist und Mitbegründer der Nouvelle Philosophie. Er schreibt regelmäßig für das Wochenmagazin Le Point, ist einer der Direktoren des Verlagshauses Éditions Grasset und gibt die alle vier Monate erscheinende Zeitschrift La Règle du Jeu heraus; zudem ist er Anteilseigner der Tageszeitung Libération.

## Leben

### Ausbildung und Berufseinstieg
Lévy entstammt einer wohlhabenden jüdischen Familie, sein Vater André Lévy war Besitzer des Holzverarbeitungskonzerns Becob. Die Familie zog kurz nach seiner Geburt von Beni-Saf in Algerien nach Paris. Er wurde auf das traditionsreiche Pariser Gymnasium Lycée Louis-le-Grand geschickt und bestand dort die Aufnahmeprüfung für die École normale supérieure (ENS), an der er Philosophie studierte. Er begann daraufhin als Journalist bei der Zeitung Combat, für die er 1971 als Kriegsberichterstatter nach Bangladesch reiste. Er begründete in den 1970er Jahren die Gruppe Nouvelle Philosophie mit, eine Gruppe von Autoren, die sich aus anti-totalitärer Perspektive gegen pro-marxistische Philosophen wie Jean-Paul Sartre wandte. Hierdurch erhielt Lévy auch erstmals Medienaufmerksamkeit aus dem Ausland. 1973 wurde er beim Verlagshaus Grasset eingestellt.

### Standpunkte und Rezeption
Lévy wird von Anhängern als Erbe des Philosophen Jean-Paul Sartre betrachtet (von der Bedeutung, nicht von seinen Positionen her). Lévy bezeichnet sich selbst nach seinen Initialen „BHL“, diese Abkürzung wird teilweise auch in den Medien verwendet. Der Nachrichtensender Welt schrieb über Lévy, er sehe „Öffentlichkeit als ein Schlachtfeld, auf dem nicht die Wahrheit oder auch nur das bessere Argument zählen, sondern gelungene Kampagnen und Manöver“. 2002 beehrte ihn der Sänger Renaud mit dem satirischen Lied L’Entarté, in dem der siebenmalige Tortenwurf auf Lévy seitens des belgischen Filmemachers Noël Godin thematisiert wird. Godin wirft Lévy Humorlosigkeit vor. Vom Magazin Der Spiegel wurde er 2010 als der bekannteste, wohl auch umstrittenste politische Intellektuelle Frankreichs bezeichnet.
Um Lévys Buch Le testament de Dieu entsponn sich 1979 Kritik, etwa durch den Vorwurf der Ungenauigkeit und faktischer Fehler durch Cornelius Castoriadis sowie dem Historiker Pierre Vidal-Naquet. Lévy wies die Kritik an seiner Arbeit als „Gedankenpolizei“ zurück.
Lévy unterstützte die Präsidentschaft von François Mitterrand (1981–1995) und wurde von ihm zum Vorsitzenden der staatlichen Filmkommission ernannt. In dieser Position förderte Lévy finanziell auch eigene Filme sowie Filme mit seiner Ehefrau, der Schauspielerin Arielle Dombasle. 1993 sprach er sich öffentlich für die Wahl von Édouard Balladur aus und wurde zum Aufsichtsratsvorsitzenden des Fernsehsenders ARTE ernannt.
1995 erbte Lévy von seinem Vater das Unternehmen der Holzwirtschaft Becob und wurde dessen Manager. In einem Bericht der kanadischen Regierung wurde Lévy unter anderem vorgeworfen, dass man unter seiner Führung afrikanische Arbeiter im Unternehmen sklavenähnlich behandele. In Bedrängnis geriet er wegen Vorwürfen des Insiderhandels und einer drohenden Anklage wegen Steuerhinterziehung, die jedoch der damalige Finanzminister Nicolas Sarkozy abbrach. Später verkaufte Lévy Becob an den Multimilliardär François Pinault.
Bekannt wurde er in Europa unter anderem dadurch, dass er, unterstützt von einem Chauffeur und Korrespondenten des Atlantic Monthly, ein Jahr lang (auf den Spuren Alexis de Tocquevilles, wie er selbst behauptet), durch die USA reiste und ein Buch darüber schrieb. Ziel war eine Beschreibung der Kultur in den USA. Getroffen hat sich Lévy dafür unter anderem zu Interviews mit Prominenten wie Sharon Stone und zahlreichen Neokonservativen wie Paul Wolfowitz, Samuel P. Huntington und William Kristol.
Lévy erwartet von den Europäern mehr Patriotismus, wie er in den USA weit verbreitet sei, und kritisiert Multinationalität und Multikulturalismus. Er gehört zu den Unterzeichnern des so genannten Manifests der 12 gegen den Islamismus, der eine neue totalitäre Bedrohung darstelle. Im Unterschied zu einigen Mitunterzeichnern ergänzte er später in Interviews, dass der Koran und der Islam kein Übel seien und er sich mit seiner Kritik allein auf den islamischen Fundamentalismus beziehe. Während er die Neokonservativen in den USA wie z. B. Paul Wolfowitz lobte, sah er George W. Bush als einen für sie ungenügenden Präsidenten an, er habe einen „Mangel an Statur“ und sei für den Job ungeeignet gewesen. Er kritisierte des Weiteren häufig die politische Linke, die er mit ihrem Widerspruch zum Irakkrieg und den Vorwürfen, dass auch Bush eine terroristische Politik betreibe, als antiamerikanisch bezeichnet. In Ländern wie den USA, wo sich weniger Widerspruch gegen den Irakkrieg regte, kritisierte Lévy die Linke als passiv-uninteressiert.
2007 lehnte Lévy es ab, zur Wahl von Nicolas Sarkozy aufzurufen, unter anderem (so Lévy) wegen Sarkozys Kritik an der Generation der 68er-Bewegung, zu der sich Lévy selbst zählt. 2008 unterstützte er publizistisch die georgische Seite im Kaukasuskrieg und bezeichnete den georgischen Präsidenten Micheil Saakaschwili als Demokraten und Widerstandskämpfer. Dies stieß teils auch in westlichen Medien auf Kritik; in der FAZ warf Lorenz Jäger ihm „Russophobie“ vor. 2009 veröffentlichte er mit Michel Houellebecq das Buch Volksfeinde, in dem Dialoge der beiden Autoren festgehalten sind. Der damalige Spiegel-Autor Matthias Matussek lobte es als Debatten-Glanzstück. Die Zeit-Autorin Martina Meister hingegen befand es nicht als philosophisch herausragend, sondern als unterhaltsame Erfindung des „Philotainment“. Deutschlandradio-Autor Walter van Rossum sah das Buch als uninteressante Selbstinszenierung beider Autoren; von einem wirklichen Schlagabtausch (wie vom Verlag angekündigt) gebe es keine Spur.
2010 veröffentlichte Lévy das Buch Vom Krieg in der Philosophie, in dem er sich, auch unter Bezugnahme auf Jean-Baptiste Botul, sehr kritisch mit Immanuel Kant auseinandersetzt und ihn unter anderem als „wütenden Irren des Denkens“ einordnet. Dies verursachte größeren Spott in Rezensionen und zurückhaltende Äußerungen von Unterstützern zu dem Buch, da (von Lévy unbemerkt) Botul und seine angeblichen Werke lediglich die Fiktion eines französischen Satiremagazins sind.
2012 plädierte er für eine Intervention des Westens in Syrien – trotz eines russischen und chinesischen Vetos im UN-Sicherheitsrat. Bei der Bildung einer Koalition gegen Baschar al-Assad müsse Frankreich die Rolle „des Initiators, des Schrittmachers, des Architekten“ übernehmen.
2014 unterstützte er die Proteste in der Ukraine (Euromaidan) und trat auf dem Majdan Nesaleschnosti als Redner auf.
Lévy gehört zu den 89 Personen aus der Europäischen Union, gegen die Russland im Mai 2015 ein Einreiseverbot verhängt hat. Nach dem russischen Überfall auf die Ukraine im Februar 2022 reiste er nach Kiew. Er forderte, die Ukraine durch Waffenlieferungen zu unterstützen. „Der dritte Weltkrieg beginnt, falls Russland jetzt gewinnt“, erklärte er. Auch setzte er sich für den inhaftierten früheren georgischen Präsidenten Micheil Saakaschwili ein.

### Afrikanische Konflikte
Anfang März 2011 reiste er nach Bengasi, um Kontakt zum libyschen Nationalen Übergangsrat aufzunehmen und, wie er selbst äußerte, „einen Krieg mit dem Kriegsziel, Gaddafi zu stürzen“, zu fördern. Er begrüßte die Beteiligung Frankreichs am Internationalen Militäreinsatz in Libyen im Jahr 2011 und kritisierte die deutsche Zurückhaltung als schädlich für das deutsch-französische Verhältnis. Sarkozy schlug er vor, den Nationalen Übergangsrat als einzige Vertretung Libyens anzuerkennen. Diana Johnstone bezeichnete Lévys Rat in einem Artikel der US-Zeitschrift Counterpunch als einflussreich für die französische Politik, kritisierte allerdings, dass Lévy entgegen seinem Einflussanspruch genauso wenig wie Gaddafi gewählt worden sei. Kay Sokolowsky sieht in ihm einen „Philosophendarsteller“ und „Wichtigtuer“. Er kenne nur eine Meinung, die zählt – die eigene. Dass er grundsätzlich eine Ansicht vertritt, die von den meisten geteilt wird, irritiere ihn nicht, gehe er doch davon aus, die Masse tanze „nach seiner Pfeife, statt er, der Pfeifenheini, nach ihr“.
Im Januar 2013 veröffentlichte die Frankfurter Allgemeine Zeitung seine Stellungnahme zum Konflikt in Mali.
Bei einem Kurzbesuch in Tunesien am 31. Oktober 2014 wurde er von Demonstranten, die den Hauptausgang des Flughafens blockierten, ausgebuht. Er soll ein Treffen mit dem tunesischen Islamistenführer Rached Ghannouchi und dem libyschen Dschihadisten Belhaj geplant haben.

### Privates
Seit 1993 ist er in dritter Ehe verheiratet mit der Schauspielerin und Sängerin Arielle Dombasle. Seine Tochter aus der ersten Ehe, Justine Lévy, ist ebenfalls Autorin.

## Werke

### Filme
Im Bosnienkrieg (1992 bis 1995) sprach er sich für die Unabhängigkeit von Bosnien und Herzegowina aus. Er arbeitete in dem Zusammenhang als einer der Regisseure des 1994 veröffentlichten Films Bosna! Der Film erhielt polarisierte Kritiken, war jedoch kommerziell erfolgreich und wurde für den Filmpreis César 1995 nominiert.
1997 führte Lévy Regie bei dem romantischen Film Le Jour et la Nuit. Dieser wurde von der französischen Filmkritik verrissen und als „schlechtester Film seit Jahrzehnten“ (Cahiers du cinéma) bzw. „schlechtester Film der Geschichte“ (Slate Magazin) bezeichnet.
Am 28. Juni 2022 wurde auf Arte Lévys zusammen mit Marc Roussel gedrehter Film Warum Ukraine ausgestrahlt. Zuvor hatte er über das Projekt schon am 24. März 2022 in einem Gastbeitrag in der Süddeutschen Zeitung berichtet.

### Schriften (Auswahl)
- Die Barbarei mit menschlichem Gesicht. (La barbarie à visage humain.) Rowohlt Taschenbuch Verlag, Reinbek bei Hamburg 1978. ISBN 3-499-14276-7
- Sartre. Der Philosoph des 20. Jahrhunderts. Hanser, München/Wien 2002, ISBN 3-446-20148-3.
- Das Testament Gottes. Der Mensch im Kampf gegen Gewalt und Ideologie. (Le testament de Dieu.) Molden, Wien [u. a.] 1980. ISBN 3-217-01060-4
- Der Teufel im Kopf. München, 1986.
- Die abenteuerlichen Wege der Freiheit, 1992.
- Wer hat Daniel Pearl ermordet? Econ, München 2003, ISBN 3-430-11206-0
- American Vertigo: Auf der Suche nach der Seele Amerikas, 2007.
- mit Michel Houellebecq: Volksfeinde: Ein Schlagabtausch. DuMont, Köln 2009, ISBN 978-3-8321-9518-2 (französisch: Ennemis publics. Flammarion/Grasset, Paris 2008. Übersetzt von Bernd Wilczek).
- Ce grand cadavre à la renverse. Paris 2007 (Grasset), ISBN 978-2-246-68821-1
- L'Esprit du Judaïsme. Paris 2016 (Grasset), ISBN 978-2-253-18633-5.
- Questions de principe XIII, Qui a peur du XXIème siècle ?, 2017
- L'Empire et les cinq rois, 2018, Paris, Grasset
- Questions de principe XIV, L'Œil du Cyclone, 2018
- Ce virus qui rend fou, 2020, Paris, Grasset[35]
- Sur la route des hommes sans nom, 2021, Paris, Grasset[36]
- Solitude d'Israël, 2024, Paris, Grasset[37]
- Questions de principe XV, Avis de tempête, 2024[38]
- Nuit Blanche, 2025, Paris, Grasset[39]

## Ehrungen
- 1994: Europe Award of Merit des U.O.B.B.
- 2010: Prix Saint-Simon